# راشيل ياروس
راشيل سلوبودينسكي ياروس (18 مايو 1869 - 17 مارس 1946) كانت طبيبة أمريكية دعمت استخدام وسائل تحديد النسل وحركة النظافة الاجتماعية. تخرجت ياروس من كلية الطب النسائية في بنسلفانيا، وأقامت في هال هاوس لسنوات عديدة وافتتحت عيادة تحديد النسل الثانية في البلاد هناك. كانت طبيبة توليد/أمراض نساء تابعة لجامعة إلينوي في شيكاغو ومستشفى شيكاغو لينغ إن.
تضمنت قضايا ياروس الاجتماعية المساعدة في تأسيس الجمعية الأمريكية للنظافة الاجتماعية وتأسيس أول خدمة استشارات ما قبل الزواج والزواج في الولايات المتحدة. كانت ياروس متزوجة من الصحفي والأناركي فيكتور ياروس.  غادرت شيكاغو في وقت متأخر من حياته متوجهة إلى فلوريدا ثم كاليفورنيا، وتوفيت بسبب مشاكل في القلب في سان دييغو. وقد استخدمت أيضًا الاسم المستعار روزا سلوبودينسكي عند كتابة المناشير الأناركية.

## نشأتها
ولدت راشيل سلوبودينسكي في عائلة ثرية في بيرديتشيف، وهي مدينة قريبة من كييف. كان والداها يواكيم وبرنيس سلوبودينسكي. انضمت سلوبودينسكي إلى منظمة سياسية تخريبية عندما كانت في الثالثة عشرة من عمرها، ووجدت نفسها تحت أنظار الشرطة القيصرية عندما كانت في السابعة عشرة من عمرها، أعطاها والداها ما يكفي من المال للهروب إلى الولايات المتحدة. هربت إلى نيويورك، حيث حصلت على وظيفة كخياطة في ورشة خياطة. انتقلت لاحقًا إلى بوسطن حيث التقت بزوجها المستقبلي فيكتور ياروس. كان مهاجرًا روسيًا وصحفيًا وأناركيًا.

## الحياة المهنية
في عام 1890، أصبحت سلوبودينسكي أول امرأة تقبل في كلية الأطباء والجراحين في بوسطن. التحقت سلوبودينسكي بمدرسة الطب لمدة عام هناك، وتخرجت من كلية الطب النسائية في بنسلفانيا في عام 1893. وتزوجت من فيكتور ياروس في عام 1894. أكملت تدريبها بعد التخرج في مستشفى نيو إنجلاند للنساء والأطفال، ومستشفى نيويورك للرضع والأطفال، ومستشفى مايكل ريس. انتقلت ياروس وزوجها إلى شيكاغو، حيث بدأت ياروس ممارستها كطبيبة توليد/أمراض نسائية وأصبحت عضوًا متطوعًا في هيئة التدريس في جامعة إلينوي في شيكاغو.
تأثرت ياروس بشدة بانتحار إحدى مرضاها. حملت وهي شابة وهجرها خطيبها، وكانت تخشى عواقب الحمل على حياتها المهنية كمشرفة أعمال. رأت المرأة ياروس في مكتبها وتوسلت من أجل الإجهاض، لكن الإجهاض كان غير قانوني ورفضت ياروس إجراءه. انتحرت المرأة في بحيرة ميشيغان في ذلك اليوم. وأعربت ياروس عن أملها في أن تؤدي وسائل منع الحمل والتربية الجنسية إلى القضاء على الحاجة إلى عمليات الإجهاض. على الرغم من أن بعض المدافعين عن تحديد النسل في ذلك الوقت أيدوا فكرة تحسين النسل، إلا أن ياروس لم تفعل ذلك.
بقيت ياروس عضوًا في هيئة تدريس جامعة كاليفورنيا حتى عام 1928، وأصبحت أستاذة مشاركة، وعملت كمديرة مشاركة لمستشفى شيكاغو لينغ إن. بين عامي 1907 و1927، أقامت راشيل وفيكتور ياروس في هال هاوس، حيث شاركت السكان بشكل كبير في حركات الإصلاح الاجتماعي. من بين سكان هال هاوس كانت صديقة ياروس أليس هاميلتون. لقد أصبحتا صديقتين أثناء فترة تدريبهم في بوسطن. في العقد الأول من القرن العشرين، كانت ياروس عضوًا في نادي شيكاغو النسائي وشجعتهم على إنشاء لجنة تحديد النسل والتي تطورت إلى رابطة تحديد النسل في إلينوي.
لسنوات عديدة، كانت ياروس مديرة لرابطة تحديد النسل في إلينوي. بتشجيع من مارغريت سانجر، افتتحت ياروس عيادة لتحديد النسل في هال هاوس. وكانت هذه العيادة الثانية من نوعها في الولايات المتحدة. واجهت العيادة، التي كانت تزود النساء المتزوجات بالأغشي، انتقادات من مفوض الصحة في شيكاغو، هيرمان إن بوندسن. ومع ذلك، أنشئت عيادات مماثلة في جميع أنحاء المدينة في وقت قصير.
كتبت ياروس، المدافعة عن النساء المثقفات جنسيًا، المرأة الحديثة والجنس في عام 1933، والتي أعيد إصدارها بعد بضع سنوات تحت عنوان مشكلات الجنس في الزواج الحديث. كانت أحد مؤسسي جمعية النظافة الاجتماعية الأمريكية (ASHA) وشغلت منصب النائب الأول لرئيس رابطة إلينوي للنظافة الاجتماعية. وكذراع للمنظمة الأخيرة، أسست ياروس أول عيادة استشارات ما قبل الزواج والزواج في البلاد.
حتى أن معظم أعضاء جمعية النظافة الاجتماعية الأمريكية دعموا تحسين النسل، لذلك لم يأخذوا في الاعتبار بشكل كامل احتياجات التربية الجنسية للأقليات. ومما زاد المشكلة تعقيدًا، عندما أدرك الناس أن الجنود الأمريكيين كانوا عائدين من الحرب العالمية الأولى مصابين بمرض الزهري، ركزوا على التأكيد على التثقيف الجنسي للرجال البيض. آمنت ياروس بالتثقيف الجنسي للنساء والأقليات وقامت بحملات من أجله. تجارب المحاضر، أحد هذه الخطابات التي تم إلقاءها على أعضاء جمعية النظافة الاجتماعية الأمريكية في عام 1918، تم نشرها لاحقًا في مجلة النظافة الاجتماعية.